# مايرون إل. غوردون
مايرون إل. غوردون (بالإنجليزية: Myron L. Gordon)‏ هو محامي وقاضي أمريكي، ولد في 11 فبراير 1918 في كينوشا في الولايات المتحدة، وتوفي في 3 نوفمبر 2009.